# Жан Філіп де Шезо
Жан Філіп де Шезо (фр. Jean Phillippe Loys de Chéseaux ; 1718—1751) — швейцарський астроном та фізик.
Ще юнаком він виявив блискучі здібності, і коли йому було 17 років, його дід, філософ Жан-П'єр де Круза, послав до паризької академії наук три роботи Шезо. Ранні роботи Шезо з фізики поширення звуку, про гальмування гарматних ядер повітрям тощо привернули до нього широку увагу. Багато вчених товариств обрали його потім своїм членом, а імператриця Єлизавета Петрівна запропонувала йому місце директора обсерваторії в Санкт-Петербурзі, але через поганий стан здоров'я Шезо не скористався цією пропозицією.

## Праці
Де Шезо відкрив дві комети:
- C/1743 X1 — спільно з Клінкенбергом[en]. За кілька місяців після зникнення комети Шезо опублікував про неї книгу. Книга містила вісім додатків, присвячених різним питанням астрономії.
- C/1746 P1

Найвідоміші роботи Шезо стосуються комет 1743[уточнити], C/1743 X1 (1744) та C/1746 P1 (1747). Найголовніші з них:
- «Eléments de cosmographie et d'astronomie» (1747);
- «Discours philosophiques sur la physique et l'histoire naturelle» (1762);
- «Mémoires posthumes sur différents sujets d'astronomie et de mathématique» (1764);
- «Lois et propriétés de l'équolibre»;
- «Tables des moments des équinox du soleil et de la lune» та ін.

У додатку до статті 1744 року міститься перше повне формулювання фотометричного парадоксу — найвідоміше досягнення Шезо.
На кінець свого життя захопився містицизмом і активно віддався вивченню Святого Письма. До цього часу належать його «Dissertations critique sur la partie prophétiques de l'Ecriture sainte».